# 193 (число)
193 (сто девяносто три) — натуральное число, расположенное между числами 192 и 194. Оно является 44-м простым числом, а относительно их последовательности расположено между 191 и 197.
- 193-й день в году — 12 июля (в високосный год 11 июля).

## В математике
- 193 — 44-е простое число, образующее пару простых чисел-близнецов с числом 191[2].
- Число 193 можно представить в виде суммы произведений первых трёх пар простых чисел-близнецов: {\displaystyle 193=3*5+5*7+11*13}[2].
- Также число 193 представимо как разность между произведением и суммой первых четырёх простых чисел: {\displaystyle 193=2*3*5*7-(2+3+5+7)}[2].
- 193 — наименьшее из простых чисел, обратный порядок цифр которого образует число Смита[2].
- Это число — наименьшее из простых чисел, чья пятая степень (267785184193) содержит все цифры от 1 до 9[2].
- Число 193 можно представить в виде суммы двух квадратов: {\displaystyle 193=7^{2}+12^{2}}[2].
- 193 является гипотенузой примитивной пифагоровой тройки: {\displaystyle 193^{2}=95^{2}+168^{2}}[2].

## В других областях
- 193 — число созданных центурий (сотен) правителем Древнего Рима Сервием Туллием, получивших право одного голоса при голосовании[3].
- 193 — в Юникоде 00C116 код для символа «Á» (Latin Capital Letter A With Acute).
- 193 год; 193 год до н. э.

## Использование числа 193 в названиях
- (193) Амброзия — астероид главного пояса.
- NGC 193[англ.] — галактика в созвездии Рыбы.